# Revansch
Revansch (engelska: One-Eyed Jacks) är en amerikansk westernfilm från 1961 i regi av Marlon Brando, som även spelar huvudrollen. I övriga roller ses bland andra Karl Malden, Katy Jurado, Pina Pellicer och Ben Johnson i rollerna. Fotografen Charles Lang blev Oscarsnominerad för Bästa foto.

## Rollista
| Marlon Brando   | – Rio                   |
| Karl Malden     | – Sheriff Dad Longworth |
| Katy Jurado     | – Maria Longworth       |
| Ben Johnson     | – Bob Amory             |
| Slim Pickens    | – Deputy Lon Dedrick    |
| Larry Duran     | – Chico Modesto         |
| Sam Gilman      | – Harvey Johnson        |
| Timothy Carey   | – Howard Tetley         |
| Miriam Colon    | – Redhead               |
| Elisha Cook Jr. | – Carvey                |